# Bandes de Mach

Animació que mostra que tan aviat com es posen en contacte bandes de tons lleugerament diferents de gris, apareix un contrast que exagera les vores de les bandes

La il·lusió de les bandes de Mach fa que: per una banda apareguin falsament zones més fosques en les bandes més fosques en contacte amb bandes més clares, "bandes" il·lusòries que emfatitzen els límits, i per l'altra, que apareguin falsament zones més clares en les bandes més clares en contacte amb bandes més fosques.

La il·lusió és independent de l'orientació.

Les bandes de Mach és un fenomen òptic psicofisiològic que realça les vores d'una imatge. Es tracta d'una il·lusió òptica que parteix d'una imatge amb dues bandes, una il·luminada i l'altra fosca, separades per una estreta banda central acolorida amb un gradient d'il·luminat a fosc. L'ull humà percep dues estretes bandes de diferent lluminositat, que no estan presents en la imatge vertadera, a cada costat del gradient. Aquesta il·lusió es denomina així a causa de Ernst Mach.
El sorgiment d'aquestes fines bandes negres (Mach negatiu) i blanques (Mach positiu), en àrees adjacents amb densitats diferents, es perceb de formes diferents en funció dels observadors. Els factors que influeixen en aquesta percepció són el contorn de l'estructura observada (essent l'ull humà més sensible als estímuls lluminosos provinents d'estructures corbes, de manera que aquestes produiran un major efecte de Mach, i no tant les d'angles rectes) i la seva densitat òptica relativa respecte de la interfase del seu entorn (essent necessària la diferència de lluminositat en una interfase ben definida perquè el contrast sigui suficient, però no excessiu, i es generi aquest efecte).

## Teoria
Aquest efecte es genera per la inhibició lateral de la retina: es tracta d'un feedback negatiu, que prevé un excés en l'estimulació d'un element únic en la retina (doncs l'estimulació en una unitat genera una resposta neural concreta, però aquesta disminueix si altres unitats adjacents són estimulades simultàniament). La resposta serà una o altra depenent de:
- El nombre d'elements estimulats.
- La distància entre els elements estimulats (com més a prop es trobin dos receptors, major inhibició; com més allunyats, menor inhibició).
- El grau de canvi de la intensitat de la llum entre dos elements (si l'estimulació és uniforme, la inhibició és homogènia; en canvi, els receptors adjacents en la zona d'un canvi brusc en l'estímul lluminós produeixen una sobreresposta).

Aquest procés d'inhibició lateral permet un augment de la percepció del contrast entre diferents figures, accentuant-ne les seves vores.

## Aplicació en radiologia
El reconeixement de les bandes de Mach pot permetre una correcta interpretació d'un examen radiològic, servint a vegades com una eina per al diagnòstic diferencial.

### Banda de Mach positiva
Es dona quan apareix una interfase entre una estructura còncava amb una alta densitat i una convexa amb baixa densitat.

### Banda de Mach negativa
Es dona amb el contacte entre una estructura convexa amb una alta densitat i una còncava amb baixa densitat, en una imatge radiològica.